# АБ-13
АБ-13 — украинская опытная тяжёлая боевая машина пехоты, созданная на шасси танка «Центурион».

## История создания
Тяжёлая боевая машина пехоты, разрабатывавшаяся в КБ завода имени Малышева с середины 1990-х, предлагалась для участия в тендере на поставку тяжёлой БМП для сухопутных войск Иордании. В тендере предусматривалось использование шасси танка «Тарик» («Tariq», иорданское название модернизации танка «Центурион»), который иорданской армией снимался с вооружения, так как на вооружение взамен поступали более современные танки Челленджер, известные под местным названием Al-Hussein.
Другой вариант принимавший участие в тендере, получил название «проект АВ14» Темсах, разрабатывался южноафриканской фирмой Mechanology Design Bureau (MDB) совместно с фирмой King Abdullah II Design & Development Bureau (KADDB) «проекта АВ13».
В 2000 году разработка была завершена, и был представлен опытный образец БМП АБ-13. Однако в конкурсе победил другой проект — БМП Темсах.